# Impatiens ampokafoensis
Impatiens ampokafoensis är en balsaminväxtart som beskrevs av Fischer och Raheliv. Impatiens ampokafoensis ingår i släktet balsaminer, och familjen balsaminväxter. Inga underarter finns listade i Catalogue of Life.